# Medicilândia
Medicilândia este un oraș în Pará (PA), Brazilia.